# Cybaeina xantha
Cybaeina xantha är en spindelart som beskrevs av Chamberlin och Ivie 1937. Cybaeina xantha ingår i släktet Cybaeina och familjen vattenspindlar. Inga underarter finns listade i Catalogue of Life.